# Незабудка лісова
Незабудька лісова, незабудка лісова (Myosotis sylvatica) — вид трав'янистих рослин родини шорстколисті (Boraginaceae), поширений у Європі, західній і тропічній Азії.

## Опис
Багаторічна рослина 15–60 см заввишки. Рослина негусто волосиста, зелена, мезофільного типу, з тонкими, помітно відхиленими від стебла листками. Чашечка до 4.5 мм довжиною, зелена, розсіяно покрита короткими, ≈0.25 мм довжиною, прямими волосками з незначною домішкою гачкуватих волосків. Віночок блакитний, 5–7 мм в діаметрі. Горішки ≈1.5 мм, довгасті, чорнувато-коричневі, гладкі й блискучі.

## Поширення
Поширений у Європі, західній і тропічній Азії; натуралізований в Африці, Австралії, Новій Зеландії, Канаді, США, Чилі й Аргентині.
В Україні вид зростає в лісах, узліссях, серед чагарників — в лісах Закарпаття та Прикарпаття; зрідка в Лісостепу (Київська обл., м. Біла Церква). Декоративна рослина.

## Галерея

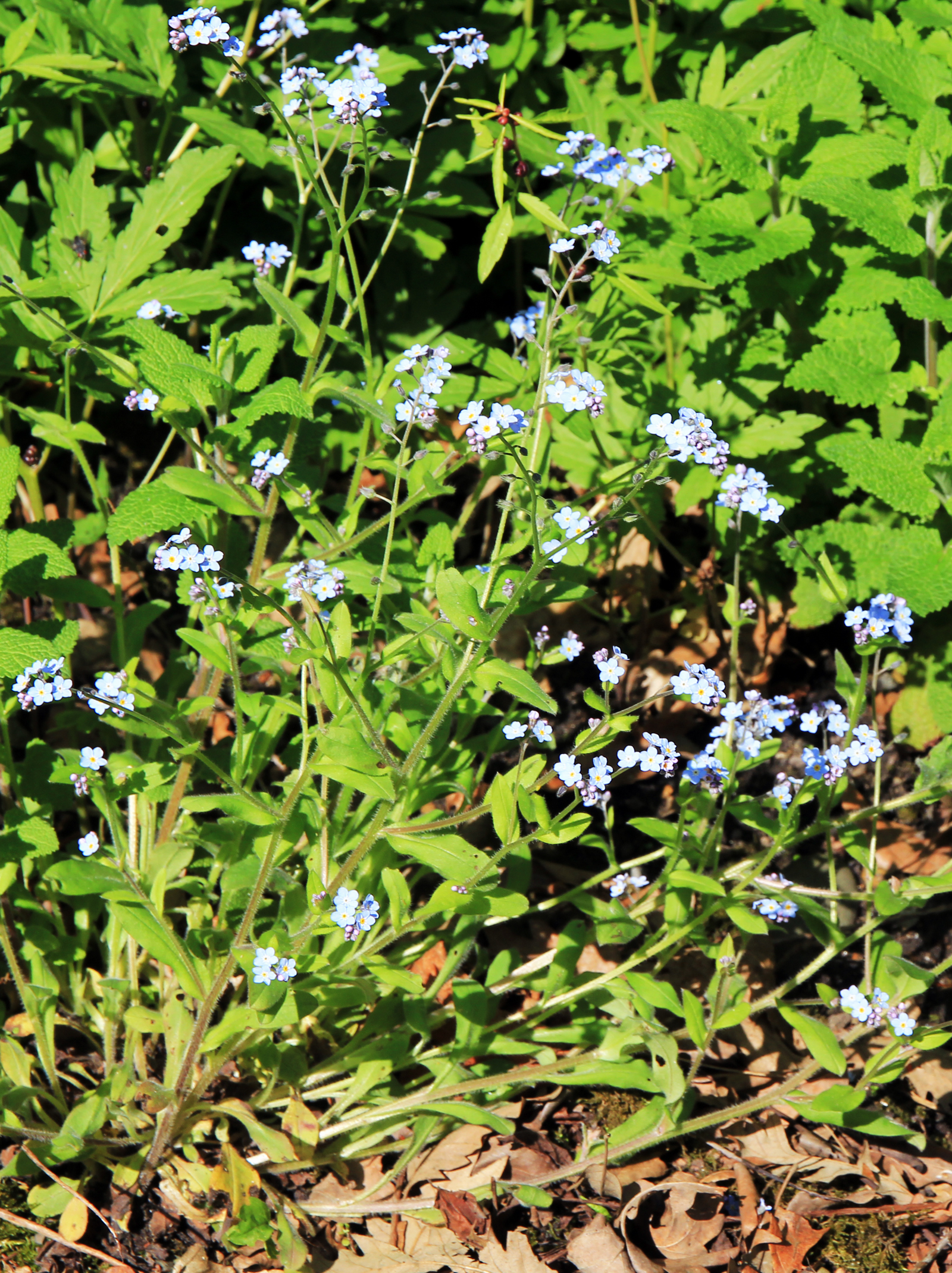
рослина в середовищі проживання
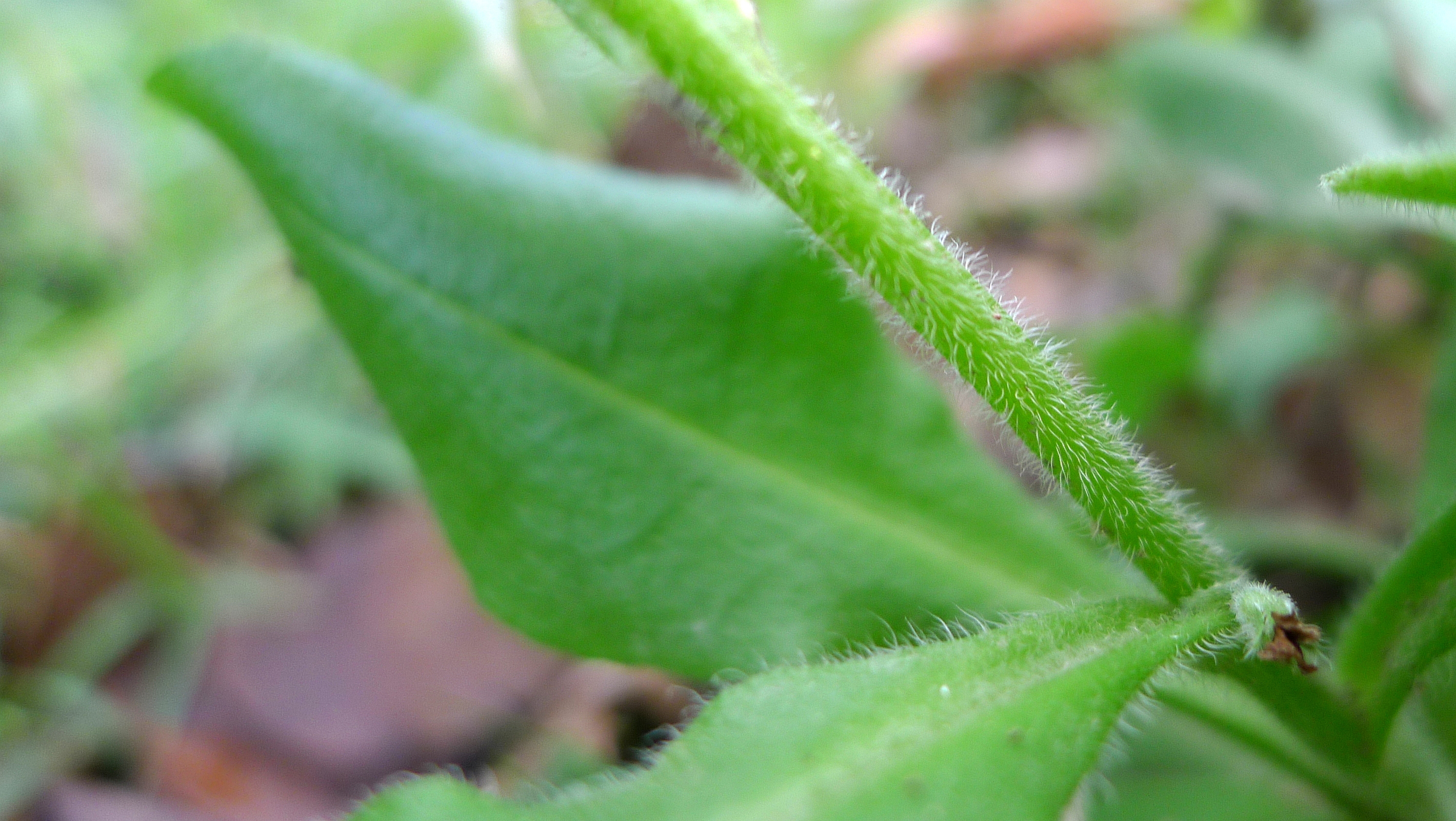
стебла й листки
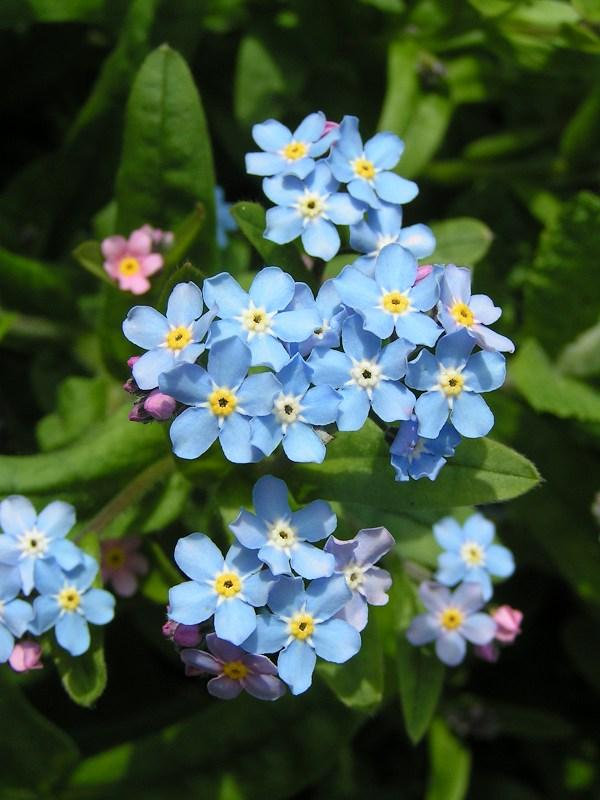
квітки
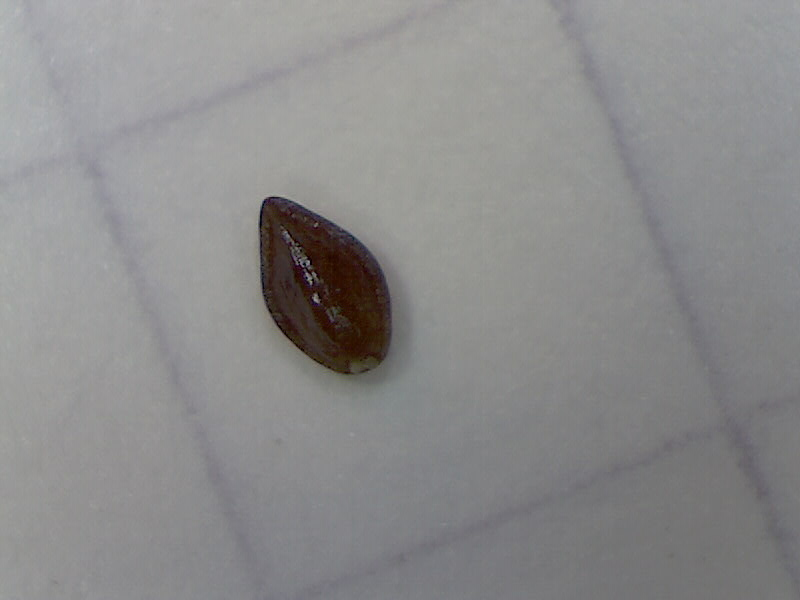
плід